# طلحة بن الحسن
طلحة بن الحسن هو طلحة بن الحسن بن علي بن أبي طالب بن عبد المطلب الهاشمي القرشي وهو ابن الحسن بن علي وأم إسحاق بنت طلحة. ويعتبر حفيد الخليفة الرابع علي بن أبي طالب من جهة أبيه والصحابي طلحة بن عبيد الله من جهة أمه.

## عائلته
كانت أمه أم إسحاق ابنة طلحة بن عبيد الله شديدة الجمال. خطبها معاوية بن أبي سفيان لابنه يزيد عندما التقى بأخيها إسحاق بن طلحة في دمشق، إلا أن إسحاق عاد إلى المدينة وزوجها للحسن بن علي مما جعل معاوية يتخلى عنها. طلب الحسن من أخيه الأصغر الحسين أن يتزوجها بعد وفاته. وأنجبت للحسن بن علي ابنه طلحة، الذي مات فيما بعد دون ذرية.

## أنظر أيضًا
- طلحة (اسم)
- حسن (اسم)